# Katerynopil'
Katerynopil' (in ucraino Катеринопіль?) è un insediamento rurale ucraino (5243 abitanti) nel distretto di Zvenyhorodka, nell'oblast' di Čerkasy. Ospita l'amministrazione della comunità territoriale di Katerynopil', una delle comunità territoriali dell'Ucraina.
Fino al 18 luglio 2020 Katerynopil' è stata il centro amministrativo del distretto di Katerynopil', abolito come parte della riforma amministrativa dell'Ucraina, che ha ridotto a quattro il numero dei distretti dell'oblast' di Čerkasy. L'area del distretto di Katerynopil' è stata fusa nel distretto di Zvenyhorodka.
Fino al 26 gennaio 2024 Katerynopil' era classificata come insediamento di tipo urbano. Da tale data è entrata in vigore una nuova legge che ha abolito questo status e Katerynopil' è stata riclassificata come insediamento rurale.